# Walter Capps
Pour les articles homonymes, voir Holden et Capps.
Walter Holden Capps, né le 5 mai 1934 à Omaha (Nebraska) et mort le 28 octobre 1997 à Reston (Virginie), est un homme politique américain, représentant démocrate de Californie à la Chambre des représentants des États-Unis en 1997.

## Biographie
Après un diplôme de Yale, il devient professeur d'études religieuses à l'université de Californie à Santa Barbara de 1964 à 1996.
Il se présente en 1994 à la Chambre des représentants pour succéder à Michael Huffington, candidat au Sénat. Le district, couvrant les comtés de Santa Barbara et San Luis Obispo, est détenu par les républicains depuis 1947. Libéral, il affronte la très conservatrice Andrea Seastrand. Il est battu d'environ 1 600 voix par la républicaine. À nouveau candidat en 1996, il est victime avec sa femme d'un accident de la route pendant la campagne électorale, causé par un conducteur en état d'ébriété. Gravement blessé, son accident attire l'attention des médias,. Il bat Seastrand de 10 000 voix.
Le 28 octobre 1997, il meurt d'une crise cardiaque à l'aéroport de Washington-Dulles. Il est enterré à Santa Barbara. Sa femme, Lois Capps, est élue pour lui succéder à la Chambre des représentants.